# Albán (keresztnév)
Az Albán magyar eredetű férfinév.

## Híres Albánok
- Vermes Albán olimpiai ezüstérmes úszó

## További keresztnevek
- Magyar névnapok listája dátum szerint
- Magyar névnapok listája betűrendben